# Openbare bibliotheek

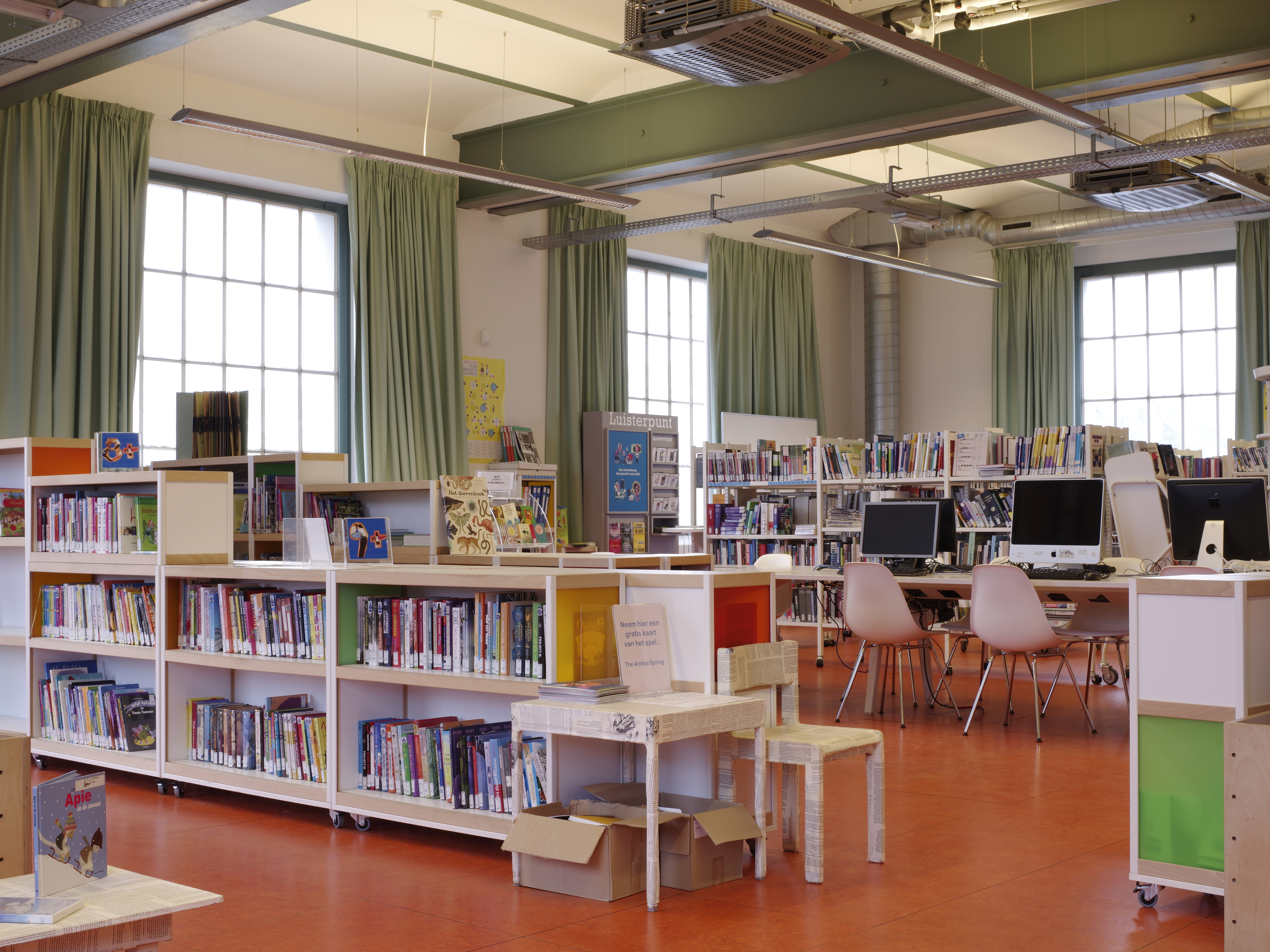
bli:b, de openbare bibliotheek van Vorst

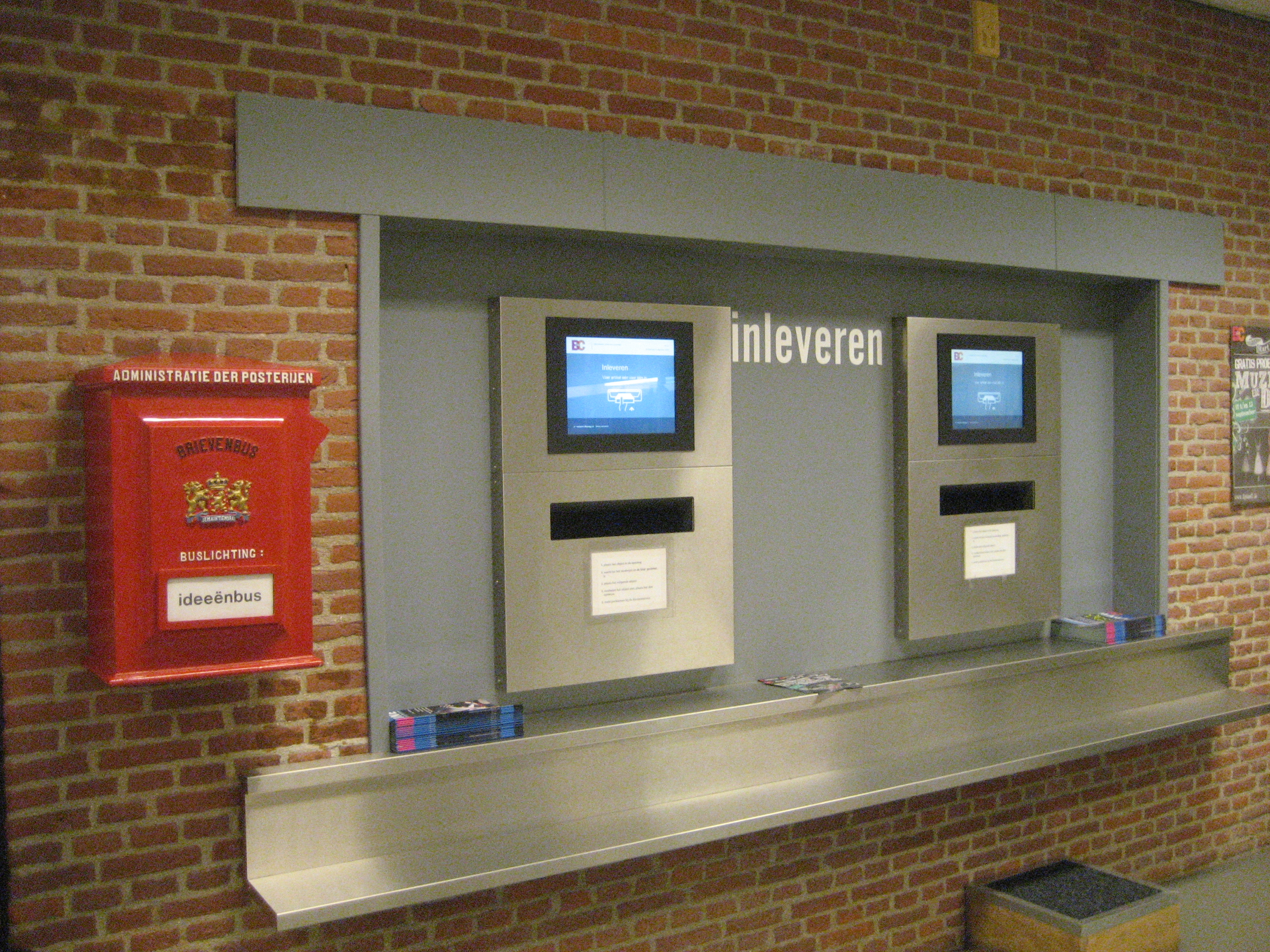
Inleveren van boeken in Leiden

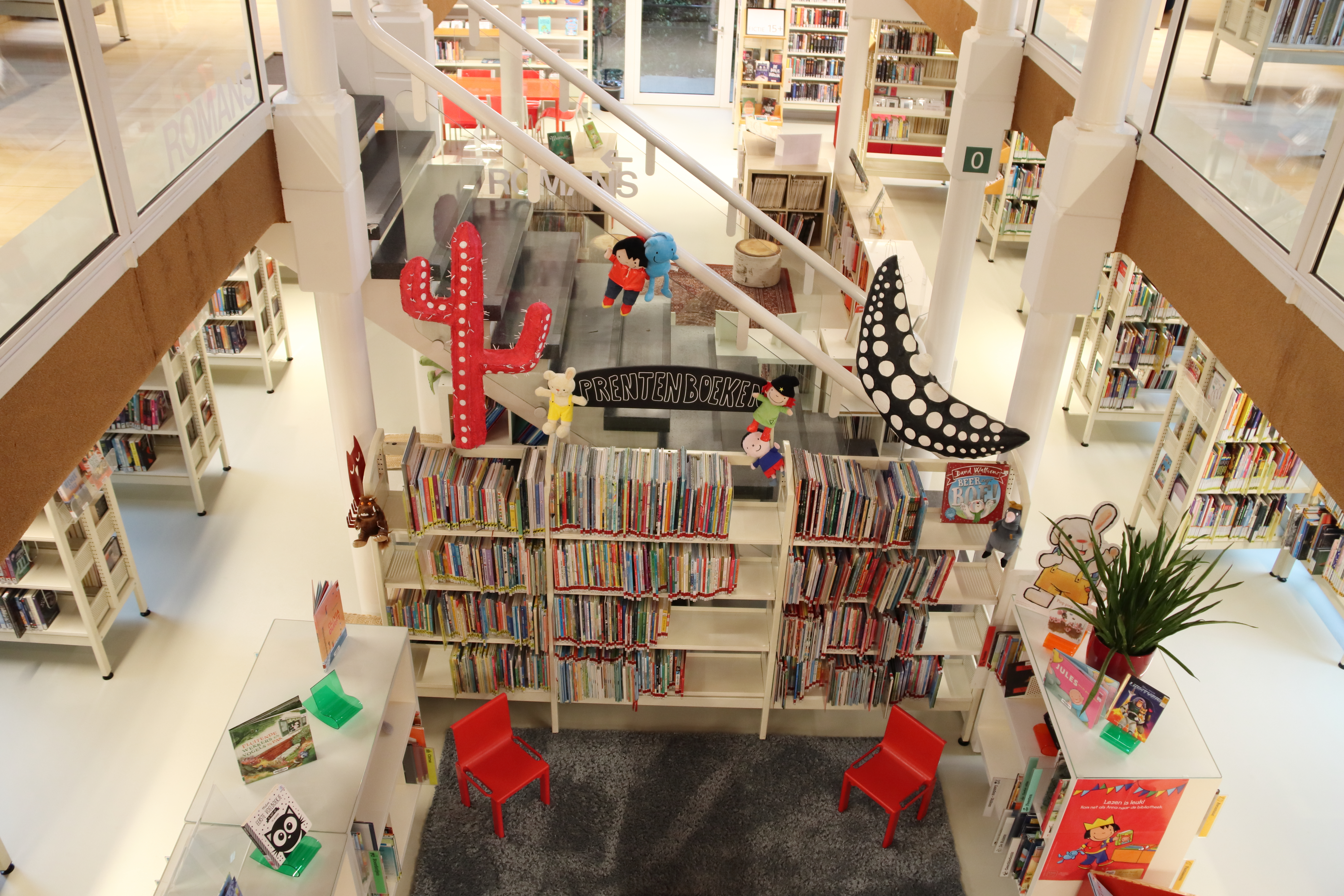
Bibliotheek Zottegem

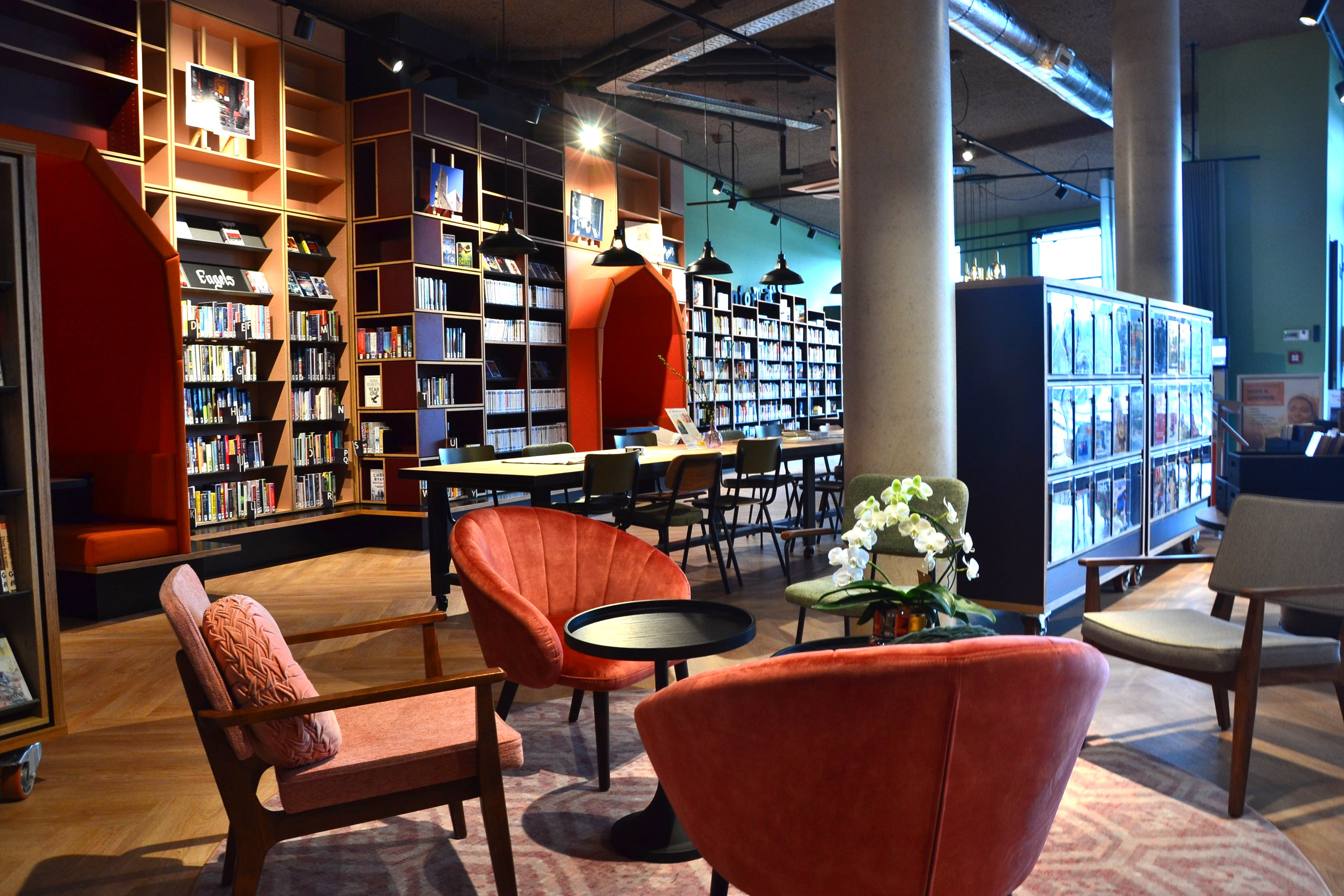
Bibliotheek in Uithoorn, filiaal van De Bibliotheek Amstelland

Een openbare bibliotheek (OB) maakt verschillende soorten fysieke en digitale informatie- en cultuurdragers (bijvoorbeeld boeken, tijdschriften, compact discs, cd-roms, dia’s, videocassettes, dvd's, internet) én de inhoud die ze bevatten beschikbaar en toegankelijk voor inwoners in haar werkgebied. Bibliotheken bieden vaak ook andere faciliteiten en activiteiten zoals cursussen en mogelijkheden tot ontmoeting en debat.
Het is een instelling van algemeen nut, meestal gefinancierd uit fondsen, contributies en openbare middelen. Volgens het UNESCO-manifest inzake openbare bibliotheken zijn openbare bibliotheken een basisvoorwaarde voor levenslang leren en het onafhankelijk nemen van beslissingen en de culturele ontwikkeling, en zijn ze daarom nodig om burgers in staat te stellen hun democratische rechten uit te oefenen en een actieve rol te spelen in de samenleving.

## Geschiedenis
In deze opzet is de openbare bibliotheek van Angelsaksische origine. Het was de boekdrukker Benjamin Franklin, die in Philadelphia in de Britse kolonie Pennsylvania in 1731 de Library Company oprichtte, om de leden van zijn debatingclub Junto van materiaal te voorzien.
De oudste openbare bibliotheek van Europa is de Bodleian Library van de Universiteit van Oxford. Omstreeks het midden van de 19e eeuw ontstonden de eerste 'public libraries' vrijwel gelijktijdig in Engeland en de Verenigde Staten. Behalve in deze landen heeft het openbare-bibliotheekwezen zich vooral in de Scandinavische landen en in het bijzonder na de Tweede Wereldoorlog in de Bondsrepubliek Duitsland sterk ontwikkeld. In Groot-Brittannië en de Scandinavische landen is deze ontwikkeling gestimuleerd door een wetgeving die het stichten en onderhouden van openbare bibliotheken als een taak van de overheid erkende. Denemarken heeft al vele jaren een bibliotheekwet die positief uitwerkt.

## België

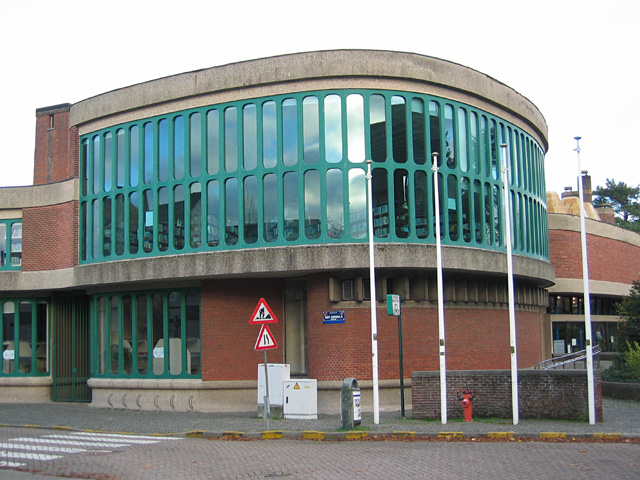
Bibliotheek van Schoten

### Geschiedenis
In België kwam de eerste openbare bibliotheek tot stand in 1911 te Antwerpen door herinrichting van de daar in 1866 opgerichte "volksbibliotheek". De benaming 'openbare bibliotheek' is in België echter slechts gangbaar sedert de invoering van de eerste Wet op de openbare bibliotheken (17 oktober 1921). Vooral door gebrek aan financiële steun van de overheid kon tot 1945 geen uitgebouwd openbare-bibliotheeksysteem tot stand worden gebracht.
Na de Tweede Wereldoorlog werd de openbare-bibliotheekvoorziening in België geleidelijk verruimd, vooral sedert de eerste wet (1970) op de culturele autonomie, waarbij Vlaanderen eigen bevoegdheid kreeg over het bibliotheekwezen. Geleidelijk werden de openbare bibliotheken naar hun belang onderscheiden in gewone openbare bibliotheken, openbare bibliotheken van groot belang en middelbare openbare bibliotheken (ook wel voltijdse bibliotheken genoemd).
In 1978 kwam een nieuwe wetgeving tot stand. De decreten van 28 februari 1978 (Franse Cultuurgemeenschap) en 19 juni 1978 (Nederlandse Cultuurgemeenschap) voorzagen in de eerste plaats in een heldere structuur. Plaatselijke openbare bibliotheken voorzien in de lectuurbehoeften van de plaatselijke gemeenschap; de centrale openbare bibliotheken, die tevens plaatselijke openbare bibliotheek zijn voor hun gebied, hebben een centraliserende, coördinerende en adviserende taak voor de plaatselijke openbare bibliotheken en hun werkgebied. Op nationaal vlak zou een centrale organisatie worden opgericht (het Nationaal Centrum voor Openbare Bibliotheken [NCOB], nadien het Vlaams Centrum voor Openbare Bibliotheken [VCOB] genoemd en sinds 1 januari 2009 LOCUS.) Ook werden er minimum opleidingseisen gesteld aan het bibliotheekpersoneel. Het decreet van de Nederlandse Cultuurgemeenschap had een dwingend karakter: vóór 1 januari 1983 moest iedere gemeente beschikken over een erkende openbare bibliotheek. Het decreet van de Franse Cultuurgemeenschap is soepeler: de Koning kan een dergelijke verplichting opleggen. Ook de financiering werd in de decreten duidelijk geformuleerd en verdeeld over de staat, de provincies en de gemeenten. Toegang tot een bibliotheek is een dienst aangeboden door de overheid, het is dus gratis voor de ontlener (cd's en dvd's kunnen nu ook gratis ontleend worden).

### Cultuurbeleid
In Vlaanderen werd op 2001 een nieuw decreet goedgekeurd, het decreet “Integraal Lokaal Cultuurbeleid”. Dit decreet bracht een dynamiek in het lokale culturele landschap. De bibliotheek wordt een instrument van het integrale lokale cultuurbeleid. De kwalificatie van personeel wordt aangepast. Voortaan moet minstens de helft van het personeel een hoger onderwijs hebben genoten. Elke gemeente beschikt over een gemeentelijke openbare bibliotheek. Dit kan zelfstandig of in samenwerkingsverband met meerdere gemeenten. Het Vlaamse steunpunt LOCUS en de provincies vervullen bibliotheektaken op bovenlokaal vlak.

## Nederland

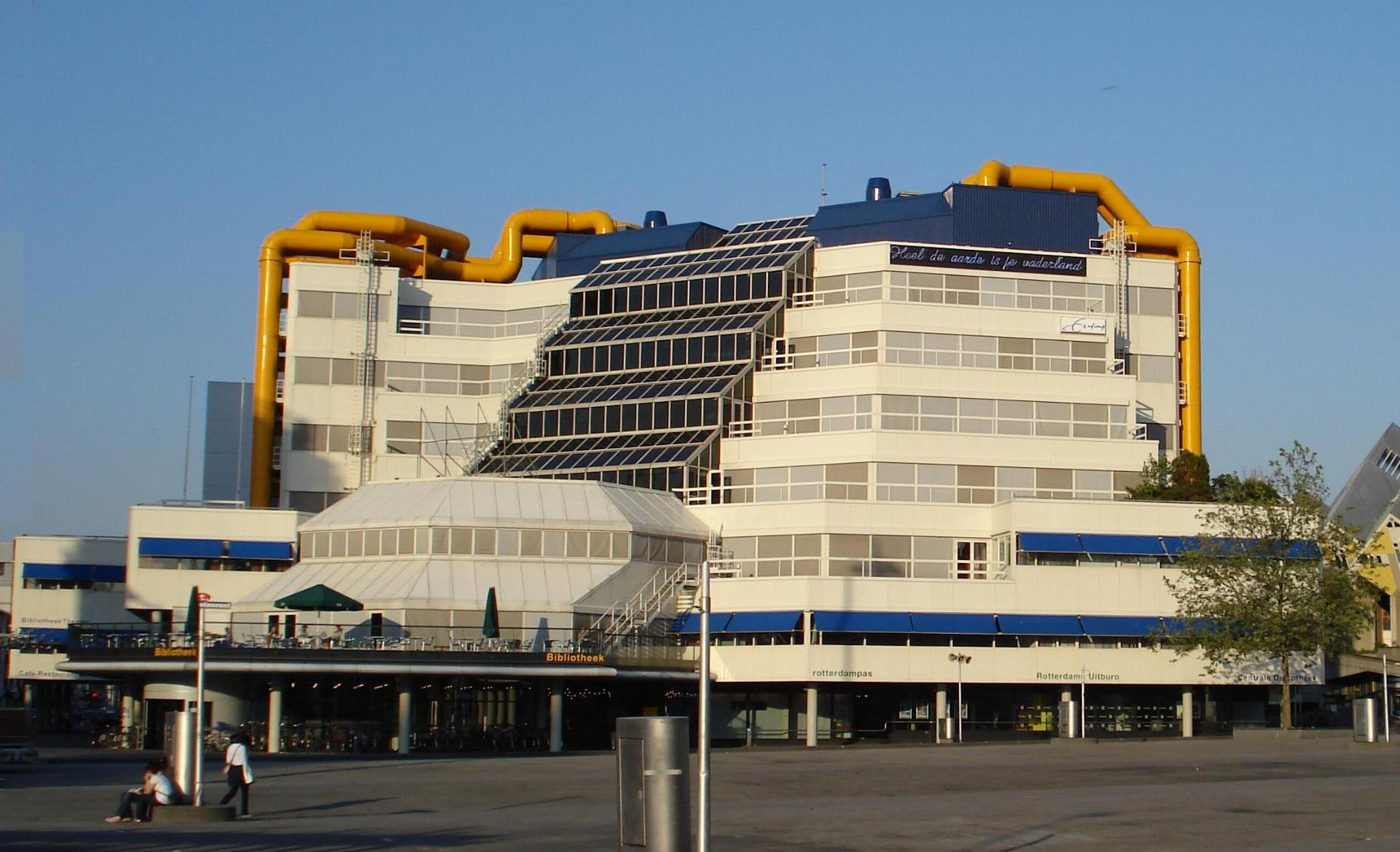
Bibliotheek Rotterdam

In Nederland zijn de openbare bibliotheken verenigd in de Vereniging van Openbare Bibliotheken (VOB). Hierbij aangesloten zijn circa 170 openbare bibliotheken (waarbij een bibliotheek vaak meerdere vestigingen heeft). De Openbare Bibliotheek Amsterdam is de grootste van Nederland; Bibliotheek Utrecht is de oudste Enkele andere grote bibliotheken zijn de Bibliotheek Den Haag, Bibliotheek Rotterdam en Bibliotheek Eindhoven. De Koninklijke Bibliotheek (Nederland) is gevestigd in Den Haag.
De Nederlandse openbare bibliotheken hadden in 2013 een gezamenlijke collectie van 27,4 miljoen boeken (exemplaren). De bibliotheken verzorgden dat jaar bij elkaar 84,4 miljoen uitleningen. In 2013 waren de totale kosten van de bibliotheken 534 miljoen euro, waarvan onder meer 4.003 bibliotheekbanen betaald werden.
De Wet Stelsel Openbare Bibliotheekvoorzieningen (WSOB; 2015) omschrijft de vijf basale functies van de bibliotheek:
1. Ter beschikking stellen van kennis en informatie.
2. Bieden van mogelijkheden tot ontwikkeling en educatie.
3. Leesbevordering en het laten kennis maken met literatuur.
4. Organiseren van ontmoeting en debat.
5. Laten kennis maken met kunst en cultuur.

### Geschiedenis

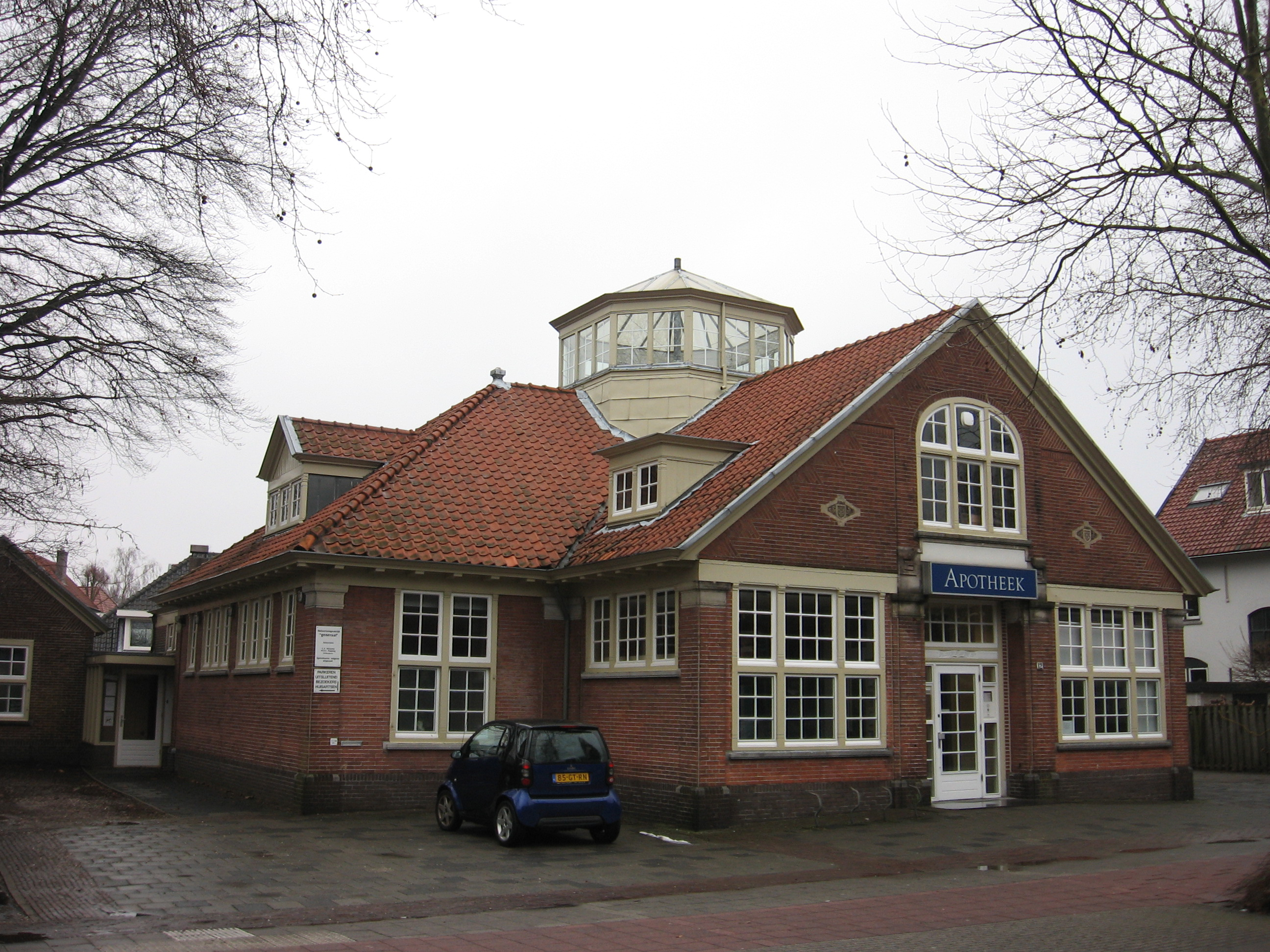
Voormalige bibliotheek van Bussum uit 1913, een van de eerste openbare bibliotheken in Nederland ontworpen voor de functie als 'openbare bibliotheek'

In Nederland ontstonden de eerste "leesbibliotheken" rond het begin van de 19e eeuw op initiatief van particulieren, vaak boekhandelaren. In 1892 werd in Utrecht de eerste openbare leeszaal van Nederland geopend, in het gebouw "Concordia" aan de Loeff Berchmakerstraat. Hendrik Adriaan van Beuningen (1841-1908) behoorde tot de oprichters. Daarop volgde Dordrecht (1 mei 1899); en daarna Den Haag, Rotterdam, Groningen en Leeuwarden. Deze zes richtten in 1908 samen de Centrale Vereniging voor Openbare Leeszalen en Bibliotheken op, die als overkoepelende organisatie voor de belangenbehartiging bij de overheid en voor de centrale dienstverlening van grote betekenis is geweest. Een zeer belangrijke bijdrage tot ontstaan en groei van de 'leeszaalbeweging' en tot een theoretische fundering ervan leverde H.E. Greve, die vanaf de oprichting gedurende veertig jaar secretaris is geweest van de vereniging.
In 1972 trad in de plaats voor de vereniging het Nederlands Bibliotheek- en Lectuurcentrum (NBLC), waartoe ook de organisaties van rooms-katholieke en protestants-christelijke openbare bibliotheken toetraden. In 2003 veranderde het NBLC zijn naam in Vereniging van Openbare Bibliotheken.
De Wet van 19 november 2014 tot vaststelling van een geactualiseerd stelsel van openbare bibliotheekvoorzieningen (Wet stelsel openbare bibliotheekvoorzieningen) die per 1 januari 2015 is ingegaan actualiseert de wettelijke bepalingen ten aanzien van openbare bibliotheken, en geeft de landelijke digitale openbare bibliotheek vorm.
De bibliotheekwet regelt de digitalisering van de openbare bibliotheek en zorgt voor structurele financiering daarvan uit openbare middelen door Rijksoverheid, Provincie en Gemeente. 
In deze wet is vastgelegd dat iedere Nederlander toegang moet hebben tot een openbare bibliotheek, zowel in fysieke als digitale vorm. Ook zijn de functies en voorwaarden vastgelegd waaraan een openbare bibliotheek moet voldoen. De digitalisering van de openbare bibliotheken wordt centraal belegd bij Koninklijke Bibliotheek (KB). Naast deze taak krijgt de KB de zorg voor de stelselbewaking en -coördinatie van openbare bibliotheken en de verantwoordelijkheid voor het stelsel van voorzieningen voor mensen met een leesbeperking.
Per 1 januari 2016 is bij de Nederlandse openbare bibliotheken  de eerste fase van het project Nationale Bibliotheekpas ingegaan. In deze fase kan een lid van een openbare bibliotheek (zijn zogenaamde thuisbibliotheek), behalve in het geval van sommige goedkopere vormen van lidmaatschap/abonnement, in elke andere openbare bibliotheek (de zogenaamde gastbibliotheek) gratis of voor enkele euro's ook een gastleenpas van de gastbibliotheek krijgen. Hiermee kan men materialen lenen bij de gastbibliotheek (gastlenen). Deze moeten wel worden teruggebracht waar ze geleend zijn. Andere voordelen van een lidmaatschap (zoals bij sommige bibliotheken gratis of goedkoper internetten alleen voor leden) gelden niet bij de gastbibliotheek.
De openbare bibliotheken werken samen in het Netwerk Digitaal Erfgoed, een groeiende beweging van archieven, bibliotheken, musea, onderwijs- en cultuurinstellingen, software-leveranciers, overheden en vergelijkbare organisaties die zich inzet voor een gemeenschappelijk digitaal geheugen van Nederland.

### Confessioneel
Als instelling voor iedereen heeft in Nederland de openbare bibliotheek lange tijd op bezwaren gestuit bij de rooms-katholieken en een deel van de protestanten, die het pleit voerden voor bibliotheken van eigen signatuur. De eerste rooms-katholieke en protestants-christelijke bibliotheken ontstonden circa 1910-1915, later door vele andere – vooral rooms-katholieke gevolgd. Sinds de jaren zestig van de twintigste eeuw is in toenemende mate een streven merkbaar geweest naar herstel van de eenheid: thans zijn bijna alle confessionele bibliotheken samengevoegd met de zgn. algemene openbare bibliotheken.

### Provincie
Van origine was de openbare bibliotheek in Nederland een stedelijk instituut. Dit had tot gevolg dat de bibliotheekvoorziening van het platteland lange tijd is achtergebleven. Voor de Tweede Wereldoorlog was het vooral de Centrale Vereniging van Reizende Bibliotheken die vanuit één landelijk centrum vele kleine woongemeenschappen van boekencollecties voorzag. Na de oorlog zijn het de Provinciale Bibliotheekcentrales (de PBC’s) die de kleinere gemeenten (minder dan 30.000 inwoners) ondersteunen bij hun bibliotheekvoorziening. Bekend is in dit verband de 'rijdende bibliotheek', de bibliobus. De bibliobus komt ook in stedelijke gebieden voor.

### Subsidies

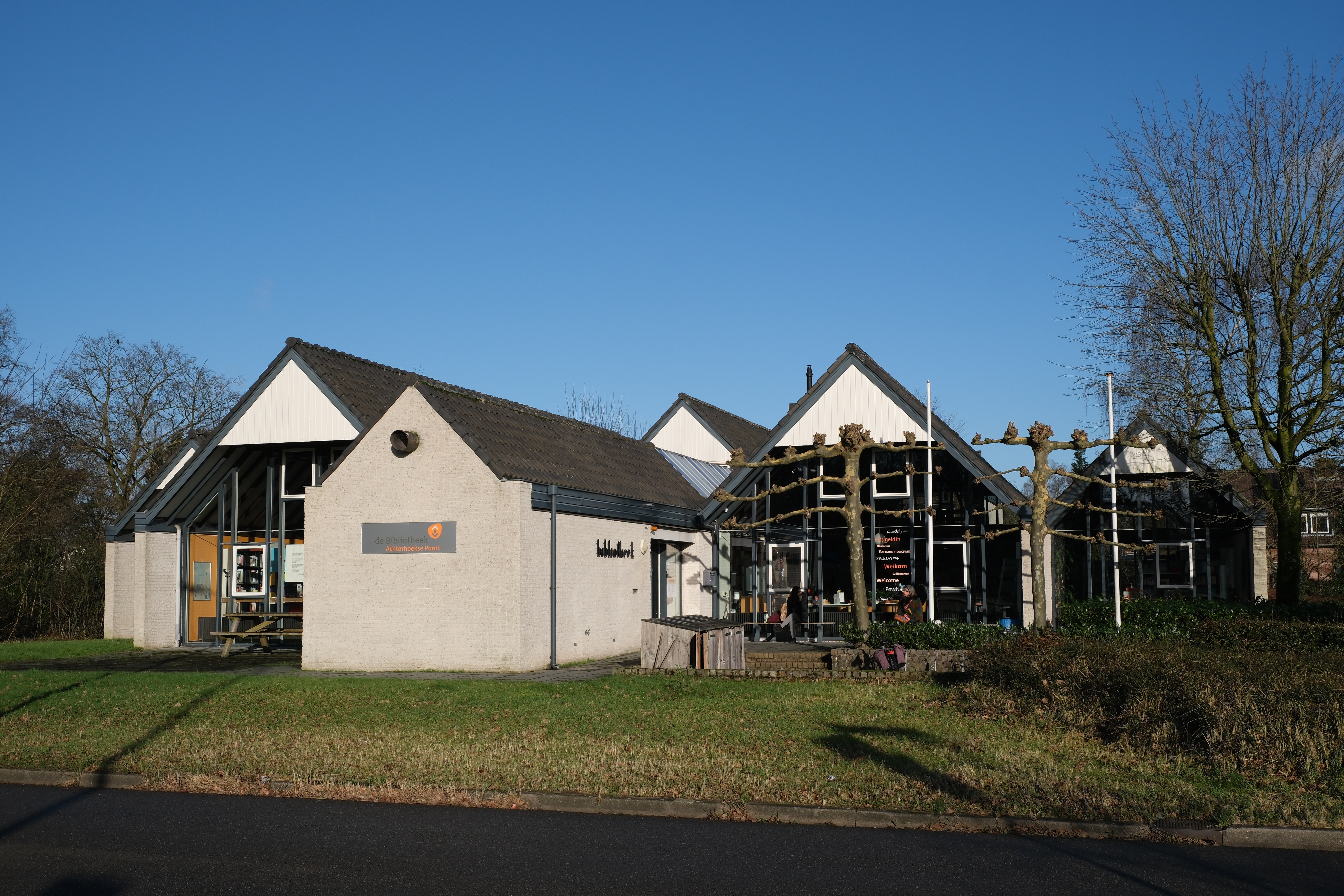
Bibliotheek van Silvolde-Terborg (Achterhoek)

Hoewel de Nederlandse openbare bibliotheken overwegend door stichtingen worden beheerd en voor het lenen van boeken – anders dan in het buitenland – contributies worden geheven, wordt het werk toch voor het overgrote deel gefinancierd uit de openbare middelen. Rijkssubsidie voor het bibliotheekwerk werd in 1907 voor het eerst verleend. In 1921 werd een rijkssubsidieregeling vastgesteld, die (met wijzigingen op detailpunten) tot 1975 van kracht zou blijven. Het inwonertal van het werkgebied was in deze regeling grondslag voor de berekening van de rijkssubsidie, waaraan een verplicht minimumbedrag aan gemeentelijke en/of provinciale subsidie werd gekoppeld. Van 1975 tot 1987 vergoedde de rijksoverheid de kosten op basis van een goedgekeurde bibliotheekbegroting. Vanaf 1987 ontvangt de gemeente uit het door de Rijksoverheid gevulde Gemeentefonds een bedrag voor het geheel van het sociaal-culturele werk, waartoe het bibliotheekwezen wordt gerekend. De verdeling van de gelden behoort tot de gemeentelijke verantwoordelijkheid, wat inhoudt dat de openbare bibliotheek met andere voorzieningen moet concurreren. Hierdoor is er sinds de jaren negentig van de twintigste eeuw een groot verschil ontstaan tussen openbare bibliotheken. Hebben sommige steden een uitmuntende, goed geoutilleerde, op de maat van de samenleving afgestemde bibliotheekvoorziening weten op te bouwen, andere steden en dorpen beschikken over bibliotheekvoorzieningen die deze naam niet of nauwelijks waardig zijn – of beschikken zelfs in het geheel niet over een openbare bibliotheek.

#### Vrijwilligers
Mede als gevolg van de hierboven genoemde ontwikkelingen zijn bibliotheken er (steeds meer) toe overgegaan om het personeelsbestand uit te breiden met vrijwilligers, die één of meer dagdelen per week het personeel ondersteunen, of de bibliotheek op bepaalde uren "draaiend houden" zonder dat betaalde personeelsleden aanwezig zijn. Deze vrijwilligers hebben geen opleiding tot bibliothecaris gevolgd. Dit brengt met zich mee dat de omvang van hun dienstverlening beperkt is, hoewel onderscheiden bibliotheken hier enigszins verschillend mee omgaan. Hiervoor is de term "selfservice" in het leven geroepen: deze vrijwilligers zorgen ervoor dat de bibliotheek toegankelijk is en dat gebruikers boeken kunnen lenen en retourneren: de gebruikers "bedienen zichzelf". Tevens worden vrijwilligers ingezet bij het op orde houden van de bibliotheek. In 2018 waren er bijna 20.000 vrijwilligers in Nederlandse bibliotheken; in 2021 was dit gestegen tot circa 23.000; in 2023 tot 26.300.  

### Digitaal
Sinds het midden van de jaren negentig van de twintigste eeuw zijn openbare bibliotheken zich gaan richten op digitale dienstverlening. Vrijwel alle openbare bibliotheken bieden (gratis of getarifeerd) toegang tot internet. Bibliotheekcatalogi zijn grotendeels via internet raadpleegbaar en media kunnen worden geleend, verlengd en gereserveerd via e-mail of op de website van de bibliotheek. Berichtgeving van de bibliotheek aan haar gebruikers gaat meer en meer via e-mail en digitale nieuwsbrieven. Alle openbare bibliotheken gezamenlijk hebben de landelijke site bibliotheek.nl in het leven geroepen, en ook de 'digitale inlichtingenbalie' al@din, waar alle burgers van kunnen profiteren. De centrale landelijke digitale infrastructuur is de basis van waaruit de lokale dienstverlening tot stand komt. Meer en meer gaan openbare bibliotheken daarom fungeren als 'het plaatselijk loket' van een landelijke voorziening.

### Online

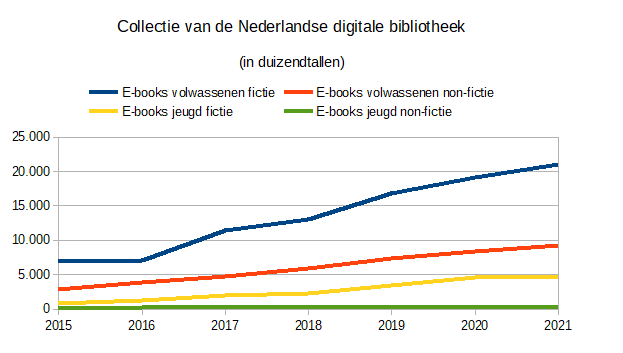
Omvang collectie e-books van (gezamenlijke) Nederlandse openbare bibliotheken

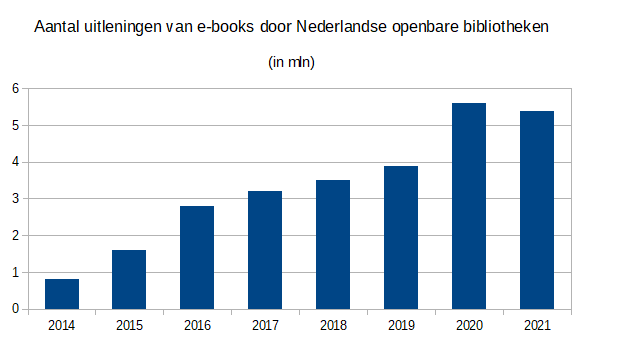
Uitleningen van e-books, 2014-2021

Online is het mogelijk via Onlinebibliotheek.nl, e-books te lenen met de Bibliotheekpas, op tablet of smartphone (app), op e-reader (download), of op pc of laptop (online in de browser). Een geleend e-book kan gedurende drie weken gelezen worden; na verloop van die tijd verdwijnt het boek van het device. De boeken zijn voorzien van een kopieerbeveiliging. Ook is er de LuisterBieb-app, voor leden en niet-leden, met luisterboeken en lezingen. Daarnaast is er in de zomerperiode, van 1 juni tot en met 31 augustus, de VakantieBieb-app, eveneens voor leden en niet-leden. 'Analoge' boeken zoeken gaat via Aquabrowser Library, de zoekmachine van de Openbare Bibliotheken. Muziekweb en Bibliotheek.nl bieden bibliotheekleden muziekstreams aan.

### Beleid
In 1998 bracht de Raad voor Cultuur (op aanvraag eerder dat jaar van de staatssecretaris Aad Nuis van Onderwijs, Cultuur en Wetenschappen) advies uit over de toekomst van het openbare-bibliotheekwerk in Nederland. Onder de titel De bestuurlijke organisatie van het openbare bibliotheekwerk werd een voorzet gedaan tot herstructurering. Reden daarvoor was onder meer de eerdergenoemde digitalisering die de openbare bibliotheek in staat stelt om haar maatschappelijke functie beter, geïntegreerder, samenhangender en grootschaliger uit te voeren. Sindsdien is een breed bestuurlijk en operationeel traject ingezet, met als belangrijkste resultaten dat de Rijksoverheid structureel meer geld (vanaf 2007: € 20 miljoen per jaar) inzet voor het bibliotheekwerk en dat bibliotheken aan het opgaan zijn in grotere verbanden in de vorm van zogeheten basisbibliotheken. De directe koppeling tussen gemeente en bibliotheek is daarbij losgelaten: een basisbibliotheek is werkzaam voor meerdere gemeentelijke opdrachtgevers.
Op 1 januari 2015 trad een nieuwe wet voor het bibliotheekwezen in werking, de Wet stelsel openbare bibliotheekvoorzieningen.

### Doelgroepen
Alle openbare bibliotheken beschikken over literatuur voor alle onderscheiden doelgroepen. Andere dan de geschreven documenten vinden soms hun plaats in aparte afdelingen, zoals bladmuziek, en cd's in de discotheek of fonotheek genoemd. Openbare bibliotheken in het land kunnen gebruikmaken van de muziekuitleendienst van Muziekweb. De openbare bibliotheek groeit zo steeds meer uit tot een 'mediatheek' waar allerlei soorten documenten (media) worden verzameld en beschikbaar gesteld.
Van belang is de zogeheten categorale dienstverlening: een soort dienstverlening voor een bepaalde categorie met aan die categorie aangepaste methodiek en aanbod aan documenten. Voorbeelden: bejaarden, buitenlandse werknemers, gehandicapten, gevangenen, minder-mobielen, scholieren, varenden en zieken. Voor blinden en slechtzienden zijn er de specifieke blindenbibliotheken.
Een andere vorm van specifieke dienstverlening is die van schoolbibliotheekdiensten, die literatuur en soms ook audiovisuele middelen verstrekken aan onderwijsinstellingen.

### Wetenschappelijke steunfunctie
Een aantal grotere stedelijke bibliotheken heeft een wetenschappelijke steunfunctie, wat betekent dat er voor studerenden, bijvoorbeeld studenten in het hoger beroepsonderwijs in het bijzonder, materiaal wordt verzameld en door middel van het interbibliothecaire leenverkeer (IBL) beschikbaar wordt gesteld.
Het bibliotheekwerk in Nederland wordt op landelijk niveau ondersteund door de Nederlandse Bibliotheek Dienst (de NBD). Deze NBD levert boeken en andere uitleenbare media en informatiedragers geheel uitleenklaar aan bij OB's.

### Maatschappelijke steunfunctie
In 2019 sloot de Koninklijke Bibliotheek een convenant met de Belastingdienst om een landelijk dekkend netwerk te realiseren van spreekuren in lokale bibliotheken, waar  burgers op belasting- en toeslagspreekuren hulp van maatschappelijk dienstverleners kunnen krijgen bij het digitaal regelen van hun belasting- en toeslagzaken. Deze hulp wordt in het bijzonder geboden op locaties waar de Belastingdienst geen balie of hulp bij aangifte tijdens de aangiftecampagne heeft.

### Openbare bibliotheken tijdens de coronacrisis

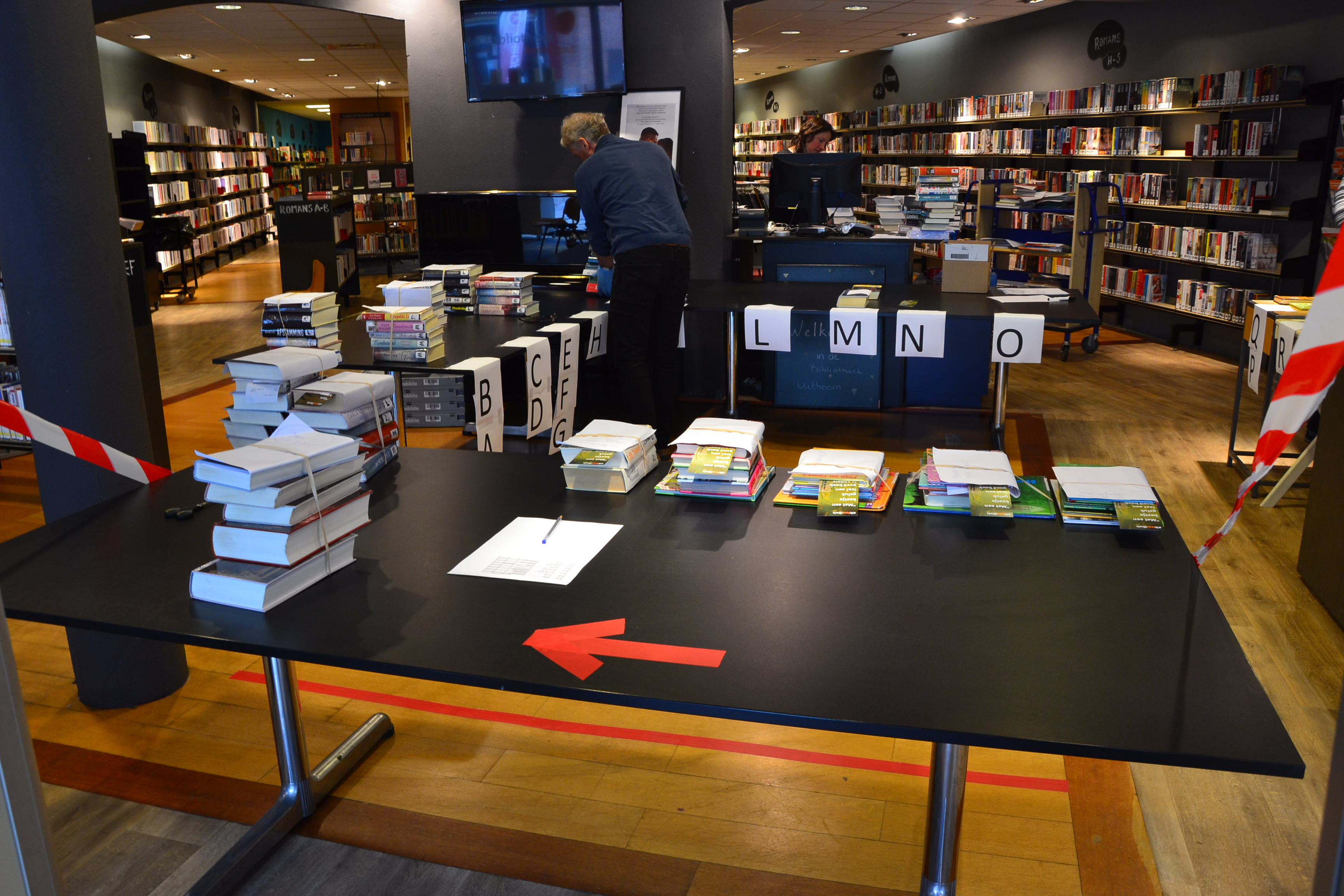
Afhaalservice in een bibliotheek tijdens de coronacrisis, mei 2020

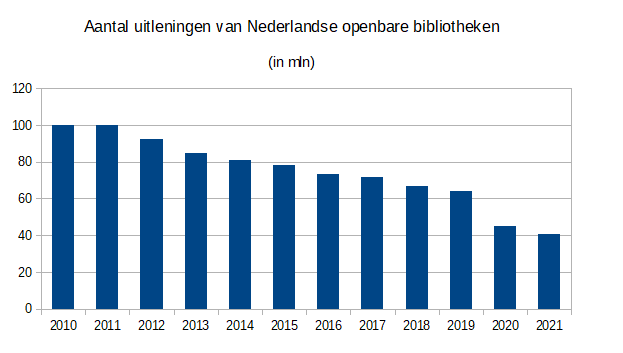
Aantallen uitleningen door Nederlandse openbare bibliotheken, 2010-2021

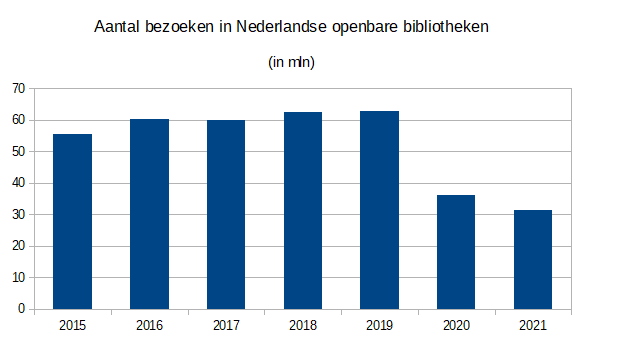
Aantallen bezoekers van Nederlandse openbare bibliotheken, 2015-2021

Na het uitbreken van de coronacrisis moesten de Nederlandse openbare bibliotheken op 13 maart 2020 sluiten. Naarmate de sluiting langer voortduurde werden diverse initiatieven ontplooid om de lezers zoveel mogelijk van dienst te zijn. De mogelijkheid om e-books en audiobooks te downloaden werd extra onder de aandacht gebracht. De Koninklijke Bibliotheek lanceerde op 6 april 2020 c.q. 11 april 2020 (voor Apple c.q. Android) een app geheten Thuisbieb, waarmee, tot 1 juni 2020 circa 100 boeken in diverse genres (fictie en non-fictie) kon worden gedownload. Men hoefde hiervoor geen lid te zijn van een bibliotheek. Een aantal bibliotheken ging ertoe over, voor leners, op basis van door de leners aangegeven voorkeuren qua genres of op basis van recente uitleningen aan die leners, pakketten boeken samen te stellen en die aan huis te bezorgen of bij een daartoe ingerichte afhaalbalie te laten afhalen.
Vanaf medio mei 2020 gingen een aantal openbare bibliotheken weer, op beperkte schaal, open voor het uitlenen van boeken. (Kleine bibliotheken en -vestigingen zagen zich geconfronteerd met de beperkingen vanwege het anderhalve meter afstand houden.) Geretourneerde boeken werden enige tijd in quarantaine geplaatst. Publieksgerichte activiteiten als cursussen en lezingen konden nog niet hervat worden.
Op dinsdag 3 november 2020 besloot de overheid om in het kader van de aangescherpte corona-maatregelen de openbare bibliotheken opnieuw te sluiten met ingang van donderdag 5 november, voor een periode van twee weken. Op woensdag 4 november was er een grote toeloop van leners. Op 19 november 2020 konden de bibliotheken weer open gaan. Tijdens de tweede lockdown van de coronacrisis, bij de aanvang ervan bepaald op 15 december 2020 t/m 19 januari 2021, boden veel bibliotheken een afhaalservice aan voor gereserveerde boeken. Boeken konden in deze periode worden gereserveerd via de site van de bibliotheek en bij de bibliotheek worden afgehaald. Op deze manier konden mensen in deze periode toch boeken lenen. (Het gebruikelijke ter plaatse uitzoeken van boeken was niet toegestaan.) Op 12 januari 2021 werd bekend dat de lockdown tot ten minste 9 februari 2021 zou voortduren. Dit werd later verlengd; het systeem van reserveren en afhalen bleef in stand. Op 20 mei 2021 konden bibliotheken weer open gaan voor het uitzoeken van boeken. Bezoekers dienden te reserveren (hetgeen ook bij de ingang kon), zich te registreren en een gezondheidscheck te doen, en er was 1 persoon per 25 m² toegestaan. Vanaf 25 september 2021 waren bibliotheken weer normaal toegankelijk en konden publieksactiviteiten weer hervat worden. Tijdens de derde lockdown van de coronacrisis, aanvankelijk bepaald van 18 december 2021 t/m 14 januari 2022, werden bibliotheken echter aangemerkt als essentiële instantie, zodat deze niet voor de derde keer hoefden te sluiten. Op deze manier konden de mensen tijdens deze lockdown gewoon boeken blijven uitzoeken. Ze hoefden het dus niet meer te doen met alleen een afhaalservice.
Vanaf eind maart 2022 waren de Corona-gerelateerde beperkingen opgeheven en konden ook publieksactiviteiten weer hervat worden.